# Forsikringsselskab
Et forsikringsselskab er en betegnelse for en finansiel virksomhed, ofte et aktieselskab eller et gensidigt selskab, der mod betaling (kaldet en forsikringspræmie overtager individuelle eller erhvervsmæssige risici. Forsikringsselskabet fordeler dermed risiko mellem forskellige personer ved at fastsætte præmiernes størrelse ud fra en risikovurdering. Forsikringsselskaber varetager også administrative opgaver i form af at sælge forsikringerne, opkræve præmier, modtage skadesanmeldelser og udbetale erstatninger efter en skadebehandling.

## Historie
Den ældste kendte forsikringsaktivitet stammer fra babylonierne 3.000 år før vor tidsregning. Senere skabte udviklingen af handelen, ikke mindst handel via søfart over store afstande, nye risici og tilsvarende større behov for risikodeling og stimulerede dermed udviklingen af forsikringsmarkeder. I Danmark opstod de første private forsøg på bygningsbrandforsikring i 1600-tallet, men gennembruddet for denne type forsikringer kom i 1700-tallet efter Københavns brand 1728, der var den største brand i byens historie. En direkte konsekvens heraf var oprettelsen af den halvoffentlige brandkasse Kjøbenhavns Brandforsikring i 1731, der regnes for det første danske forsikringsselskab.

## Livs- og skadesforsikringsselskaber
Internationalt findes der mange forskellige typer forsikringer og tilsvarende mange forskellige typer forsikringsselskaber, både afhængigt af forsikringernes karakter, lovgivningen og de institutionelle traditioner i de enkelte lande. I mange lande foretager lovgivningen dog en grundlæggende skelnen mellem selskaber, der udbyder livsforsikringer, og selskaber, der tilbyder andre typer forsikringer, normalt kaldet skadesforsikringer. De to typer forsikringsselskaber er således ofte juridisk underlagt forskellig regulering, beskatning og regnskabsmæssige krav. Det skyldes, at livsforsikring og de dertil knyttede problemstillinger, som også dækker vigtige pensionsforhold, i deres natur er meget langsigtede. En livs- eller pensionsforsikring kan dække risiko over mange årtier. I modsætning hertil omfatter skadesforsikring normalt en kortere periode, eksempelvis et år. Livsforsikringsselskaber har dermed et væsentligt opsparings- og dermed kapitalakkumulerende element, som ikke er tilstede ved andre typer forsikringer. 

## Forsikringsselskaber i Danmark
Opdelingen i livs- og skadesforsikringsselskaber findes også i den danske lovgivning, der fastslår, at samme selskab ikke må drive begge typer forsikringsvirksomhed. Der er dog intet i vejen for, at et skadesforsikringsselskab kan eje et livsselskab eller omvendt. Derfor udbyder flere store danske forsikringskoncerner begge typer forsikringer.

### Danske livsforsikringsselskaber
I 2018 var der 17 danske livsforsikringsselskaber, som sammen med pensionskasserne, der er organiseret som foreninger, udgjorde de danske pensionsselskaber. Danskerne indbetalte 181 mia. kr. i bruttopræmier og medlemsbidrag til pensionsselskaberne i 2018. Heraf havde de fem største pensionsselskaber med PFA Pension i spidsen en markedsandel på 61 %.

### Danske skadesforsikringsselskaber
Brancheorganisationen Forsikring og Pension talte i alt 35 skadesforsikringsselskaber i deres opgørelse af selskabernes markedsandele i 3. kvartal 2018. Heraf havde de fem største selskaber, anført af Tryg, tilsammen en markedsandel på 60 % målt på præmieindtægter. I alt blev indbetalt 54 mia. kr. i præmier på skadesforsikringer i 2017.

### Regulering af danske forsikringsselskaber
Danske forsikringsselskaber er offentligt regulerede i henhold til bl.a. Lov om finansiel virksomhed og Lov om forsikringsformidling. Virksomhederne er samtidig underlagt tilsynsvirksomhed fra Finanstilsynet, som sikrer, at lovens krav om selskabernes soliditet overholdes.
Lovgivningens krav om forsikringsselskabernes soliditet er et overordnet krav til de enkelte forsikringsselskaber om at selskabets totale risici ved salg af forskellige typer forsikringer ikke samlet set bringer selskabets nettolikviditet i fare.
Den danske lovgivning, der regulerer området, er i vid udstrækning baseret på eller stærkt relateret til EU-direktiver, som har til formål at tilstræbe en harmonisering af lovgivningen indenfor EU, som kan forbedre mulighederne for grænseoverskridende forsikringsvirksomheder indenfor EU.